# Michael Chernus
Michael Chernus (Rocky River, 8 agosto 1977) è un attore statunitense.
Uno stimato attore teatrale, è stato insignito nel 2011 di un Obie Award per la sua interpretazione in In the Wake al Public Theater di New York.
Ha anche recitato in numerosi film e serie televisive, tra cui: Men in Black 3, The Bourne Legacy, Captain Phillips - Attacco in mare aperto, Manhattan e Spider-Man: Homecoming. Il ruolo per cui è maggiormente noto al grande pubblico è quello di Cal Chapman nella serie televisiva targata Netflix Orange Is the New Black.

## Filmografia parziale

### Cinema
- Oltre le regole - The Messenger (The Messenger), regia di Oren Moverman (2009)
- The Rebound - Ricomincio dall'amore (The Rebound), regia di Bart Frieundlich (2009)
- Amore & altri rimedi (Love & Other Drugs), regia di Edward Zwick (2010)
- Jack and Diane, regia di Bradley Rust Gray (2012)
- Men in Black 3, regia di Barry Sonnenfeld (2012)
- The Bourne Legacy, regia di Tony Gilroy (2012)
- Captain Phillips - Attacco in mare aperto (Captain Phillips), regia di Paul Greengrass (2013)
- Mistress America, regia di Noah Baumbach (2014)
- People Places Things - Come ridisegno la mia vita (People Places Things), regia di James C. Strouse (2015)
- Sotto il cielo delle Hawaii (Aloha), regia di Cameron Crowe (2015)
- La famiglia Fang (The Fang Family), regia di Jason Bateman (2015)
- Spider-Man: Homecoming, regia di Jon Watts (2017)
- La donna più odiata d'America (The Most Hated Woman in America), regia di Tommy O'Haver (2017)
- The Dinner, regia di Oren Moverman (2017)
- Lontano da qui (The Kindergarten Teacher), regia di Sara Colangelo (2018)
- A cena con il lupo - Werewolves Within (Werewolves Within), regia di Josh Ruben (2021)

### Televisione
- Bored to Death - Investigatore per noia (Bored to Death) - serie TV, episodio 1x08 (2009)
- Mercy - serie TV, 9 episodi (2009-2010)
- Damages - serie TV, 2 episodi (2011)
- Law & Order - Unità vittime speciali (Law & Order: Special Victim Unit) - serie TV, 2 episodi (2011-2015)
- The Big C - serie TV, 4 episodi (2012)
- The New Normal - serie TV, episodio 1x05 (2013)
- Nurse Jackie - Terapia d'urto (Nurse Jackie) - serie TV, episodio 5x06 (2013)
- Orange Is the New Black - serie TV, 13 episodi (2013-2016)
- Royal Pains - serie TV, episodio 5x06 (2013)
- Nashville - serie TV, episodio 2x15 (2014)
- Elementary - serie TV, episodio 3x04 (2014)
- Manhattan - serie TV, 22 episodi (2014-2015)
- The Good Wife - serie TV, episodio 7x09 (2015)
- Easy - serie TV (2016)
- Wormwood – miniserie TV (2017)
- Patriot - serie TV (2017-in corso)
- Scissione (Severance) - serie TV (2022)
- Evil – serie TV, episodio 3x07 (2022)
- Carol e la fine del mondo (Carol & The end of the World) - serie TV (2023, voce)

## Doppiatori italiani
Nelle versioni in italiano delle opere in cui ha recitato, Michael Chernus è stato doppiato da:
- Simone Mori in Mistress America, Law & Order - Unità vittime speciali
- Sergio Lucchetti in Captain Phillips - Attacco in mare aperto
- Marco Baroni in La donna più odiata d'America
- Gianluca Solombrino in The Bourne Legacy
- Luigi Ferraro in Men in Black 3
- Fabrizio Vidale in Manhattan
- Roberto Stocchi in Spider-Man: Homecoming
- Luca Ghignone in Patriot
- Francesco Rizzi in Lontano da qui
- Marco De Risi in A cena con il lupo - Werewolves Within
- Alessandro Quarta in Scissione

Da doppiatore, è sostituito da:
- Emiliano Reggente in Carol e la fine del mondo